# Gordon Jones (calciatore)
Gordon Jones (Sedgefield, 6 marzo 1943) è un ex calciatore inglese, di ruolo difensore.

## Carriera
Dopo aver giocato nelle giovanili del Middlesbrough esordisce in prima squadra (e tra i professionisti) nel 1960, all'età di 17 anni; dal 1960 al 1972 trascorre 12 stagioni al Boro, tutte in seconda divisione tranne la stagione 1966-1967 (trascorsa in terza divisione e conclusa con una promozione), per un totale di 462 presenze e 4 reti in incontri di campionato con il club, del quale considerando anche le presenze nelle coppe nazionali è il secondo giocatore di sempre per numero di presenze in competizioni ufficiali. Successivamente ha giocato dal 1972 al 1975 nella quarta divisione inglese con il Darlington, con cui ha segnato in totale 5 reti in 85 partite giocate.
In carriera ha totalizzato complessivamente 547 presenze e 9 reti nei campionati della Football League.